# Gmina Leśna Podlaska
Die Gmina Leśna Podlaska ist eine Landgemeinde im Powiat Bialski der Woiwodschaft Lublin in Polen. Ihr Sitz ist das gleichnamige Dorf mit etwa 900 Einwohnern.

## Gliederung
Zur Landgemeinde Leśna Podlaska gehören folgende 17 Ortschaften mit einem Schulzenamt:
Bukowice
Bukowice-Kolonia
Droblin
Jagodnica
Klukowszczyzna
Leśna Podlaska
Ludwinów
Mariampol
Nosów
Nosów-Kolonia
Nowa Bordziłówka
Ossówka
Stara Bordziłówka
Witulin
Witulin-Kolonia
Worgule
Zaberbecze
Weitere Orte der Gemeinde sind Ossówka (kolonia) und Worgule (osada).